# 수수 (바둑)
수수는 완생을 못한 일단의 돌이 활로가 막혀 바둑판에서 들어내지기까지 '소요되는 수의 수효'다. 귀에서는 수수가 짧아질 수도 있고 변과 중앙에서도 궁도에 결점이 있는 돌은 수수가 달라진다.